# Särkijärvi (sjö i Finland, Norra Österbotten, lat 64,90, long 27,20)
Särkijärvi är en sjö i Finland. Den ligger i kommunen Utajärvi i landskapet Norra Österbotten, i den centrala delen av landet, 500 km norr om huvudstaden Helsingfors. Särkijärvi ligger 123,5 meter över havet. Arean är 1,25 kvadratkilometer och strandlinjen är 9,1 kilometer lång. Sjön  ingår i Kiminge älvs huvudavrinningsområde. 